# Hyoja-dong, Chuncheon
Hyoja-dong (koreanska: 효자동) är en stadsdel i staden Chuncheon i provinsen Gangwon i den norra delen av Sydkorea,   75 km nordost om huvudstaden Seoul. 

## Indelning
Administrativt är Hyoja-dong indelat i:
| Namn    | Namn              | Yta km² | Invånare 31 dec 2020 |
| ------- | ----------------- | ------- | -------------------- |
| 효자1동 | Hyoja 1(il)-dong  | 0,69    | 4 599                |
| 효자2동 | Hyoja 2(i)-dong   | 1,19    | 12 716               |
| 효자3동 | Hyoja 3(sam)-dong | 0,89    | 4 897                |